# Arms Corporation
Arms Corporation (有限会社アームス?, Yūgen-gaisha Āmusu) è stato uno studio di animazione giapponese fondato il 18 novembre 1996 con sede a Suginami, Tokyo.
Ha chiuso il 22 luglio 2020 per bancarotta.

## Opere

### Original Anime Video
- Dorei Kaigo
- Dousou Kai Again
- Flutter of Birds: Tori-tachi no Habataki
- Front Innocent: Mou Hitotsu no Lady Innocent
- Guerriere Sailor Venus Five
- Hotaruko
- Hyakki
- I"s Pure
- Injuu Gakuen La Blue Girl
- Itazura The Animation
- Kakyuusei 2: Hitomi no Naka no Shoujotachi
- Kawarazaki-ke no Ichizoku 2
- Kite
- Kite Liberator
- La Blue Girl
- Mezzo Forte
- Mizuiro
- Naisho no Tsubomi
- Nakoruru: Ano hito kara no okurimono
- Natural 2: Duo
- Nikutai Ten'i
- One: Kagayaku Kisetsu e - True Stories
- Shin Seiki Inma Seiden
- Vanquished Queens
- Words Worth
- Yakin Byoutou San
- Zettai Shougeki: Platonic Heart

### Serie TV
- Elfen Lied
- Genshiken
- Genshiken 2
- Gokukoku no Brynhildr
- Hagure yūsha no estetica
- Himawari!
- Himawari!!
- Hyakka Ryōran Samurai Girls
- Hyakka Ryōran Samurai Bride
- Ikki Tōsen: Dragon Destiny
- Ikki Tōsen: Great Guardians
- Isuca
- Joshi kōsei
- Maoyū Maō Yūsha
- Mezzo DSA
- Queen's Blade -Rurō no Senshi-
- Queen's Blade: Gyokuza o Tsugumono
- Sabagebu!(segnato come Pierrot Plus[3])
- Sekai de ichiban tsuyoku naritai![4]
- Valkyrie Drive
- Wizard Barristers: Benmashi Cecil